# Montagnola Senese

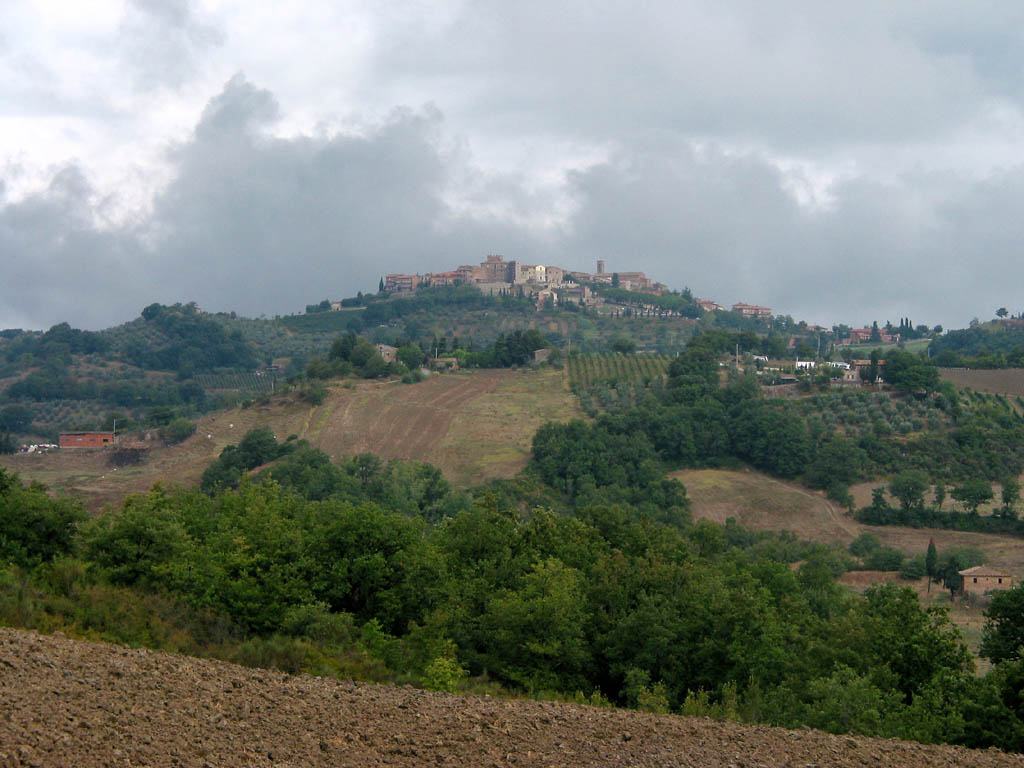
Der Ort Casole d’Elsa in der Montagnola Senese

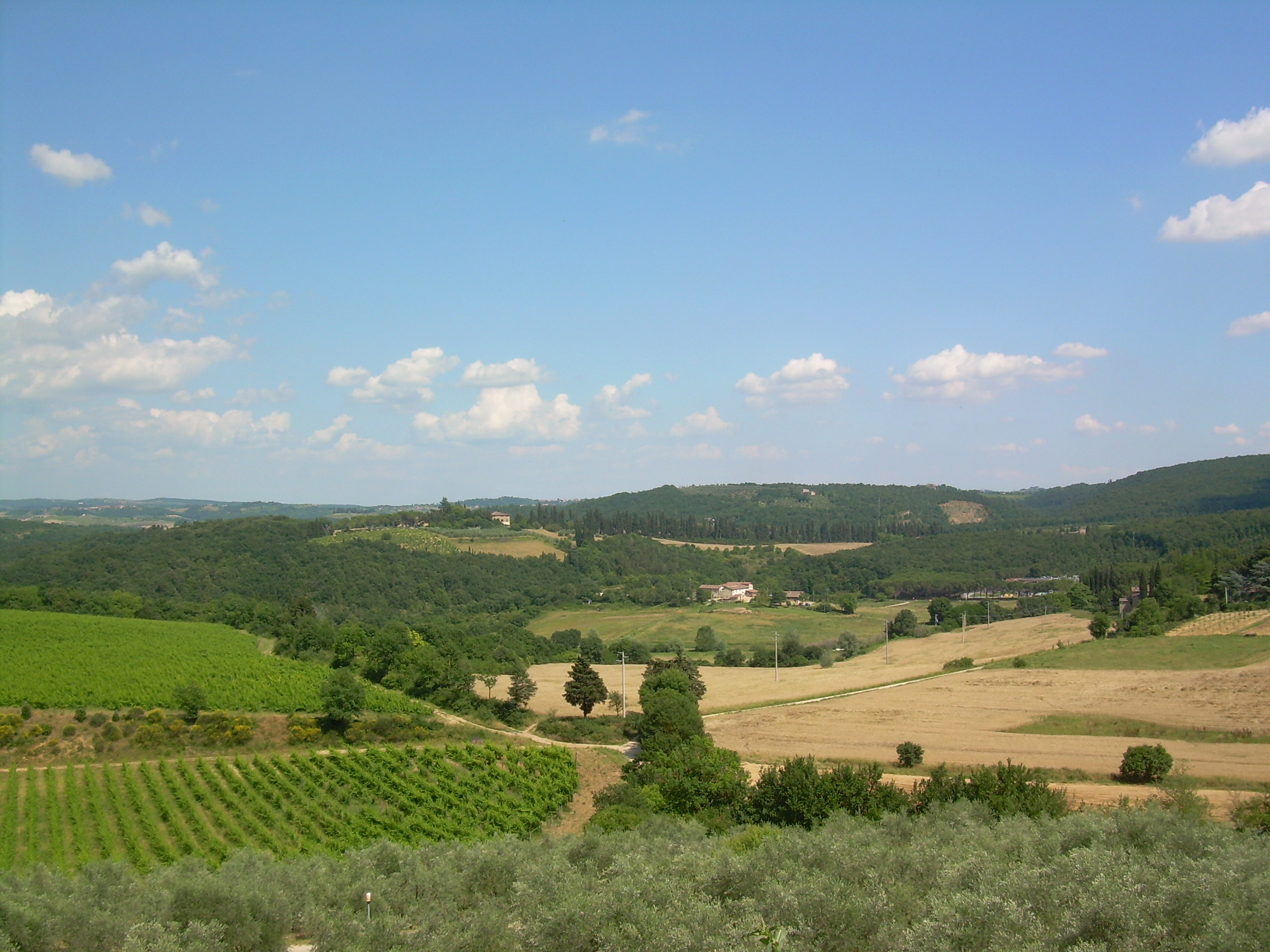
Die Montagnola Senese von Monteriggioni aus gesehen

Die Gebirgskette Montagnola Senese (Seneser Gebirge) befindet sich in der Provinz Siena nordwestlich und westlich von Siena.

## Geografie
Die senesische Gebirgskette beginnt wenige Kilometer nordwestlich von Siena und umfasst die Gemeinden Casole d’Elsa, Monteriggioni, Siena und Sovicille. Höchste Erhebung ist der Berg Montemaggio (Monteriggioni) mit 671 Höhenmetern. Die Gebirgskette liegt an der Via Francigena als letztes Hindernis (von Norden kommend) vor Siena. Im Südwesten grenzt sie an die Colline Metallifere.

## Marmor
Der in der Montagnola Senese abgebaute Marmor wurde in Siena an mehreren Bauwerken, wie zum Beispiel dem Dom von Siena, der Cappella di Piazza an der Piazza del Campo und dem Fonte Gaia von Jacopo della Quercia (ursprünglich an der Piazza del Campo, heute im Fienile des Museums Santa Maria della Scala) verwendet.

## Flüsse
Im Gebiet der Montagnola Senese entspringt bei Sovicille der Fluss Elsa, der dann nach Norden fließt und in den Arno mündet. Das Gebiet wird zudem von den Flüssen Merse, Rosia und Serpenna berührt, die alle zum Flusssystem des Ombrone gehören.